# 沸点

直鎖アルカンの沸点（縦軸・赤）はアルカンの炭素数（横軸）が増えると単調に増加する。縦軸の単位は ℃ で青は凝固点。

沸点（ふってん、英語: boiling point）とは、液体の飽和蒸気圧が外圧と等しくなる温度である。沸騰点または沸騰温度（英語: boiling temperature）ともいう。沸騰している液体の温度は、沸点にほぼ等しい。
純物質の沸点は、一定の外圧のもとでは、その物質に固有の値となる。例えば外圧が 1.00 気圧 のときの水の沸点は 100.0 ℃ であり、酸素の沸点は −183.0 ℃ である。外圧が変われば同じ液体でも沸点は変わる。一般に、外圧が高くなると沸点は上がり、低くなると沸点は下がる。例えば外圧が 2.00 気圧になると水の沸点は 120.6 ℃ まで上昇し、外圧が 0.64 気圧になると 87.9 ℃ まで降下する。
外圧を指定しないで単に沸点というときには、1 気圧すなわち 101325Pa のときの沸点を指していうことが多い。1 気圧のときの沸点であることを明示するときには normal boiling point （NBP, 標準沸点、通常沸点）という。また、1 バールすなわち 100000Pa のときの沸点を standard boiling point （SBP, 標準沸点）という。日本語で標準沸点というときには NBP を指していうことが多いが、SBP を指していうこともある。NBP と SBP の差は小さい。例えば水の NBP は 99.97 ℃ で SBP は 99.61 ℃ である。

## 沸騰と蒸発と気化
液体が気体に変化する現象を、一般に気化 (vaporization) という。沸騰と蒸発はどちらも気化の一種である。液体の表面から気化が起こる現象を蒸発 (evaporation) という。それに対して、液体の表面からだけでなく、液体の内部からも気化が起こる現象を沸騰 (boiling) という。液体の内部で気化が起こると、気化した蒸気が液体の内部に気泡を生じる。蒸発では気泡は生じない。よって、液体が沸騰しているのか、それとも蒸発しているだけなのかは、気泡の発生の有無で見分けることができる。液体から気泡が絶え間なく湧き上がるように発生するなら、その液体は沸騰している。
沸騰している液体の温度は、その液体の沸点にほぼ等しい。一定の外圧のもとでは純物質の沸点は物質固有の値であるので、純物質が一定の外圧のもとで穏やかに沸騰している間は、その液体の温度は一定に保たれる。
沸騰は、沸点より低い温度では決して起こらない。それに対して蒸発は、沸点より低い温度でも起こる。水に濡れた食器や衣服が 100 ℃ よりも低い温度で乾くのは、水が沸騰するからではなく、水が蒸発するからである。蒸発は沸点より低い温度でも起こるので、沸点を「液体が蒸発して気体に変化するときの温度」と解釈するのは誤りで、「液体が沸騰して気体に変化するときの温度」と解釈するのが正しい。これは、融点を「固体が溶解して液体に変化するときの温度」と解釈するのが誤りで、「固体が融解して液体に変化するときの温度」と解釈するのが正しいのと似ている。

## 過熱
沸点は、しばしば「液体が沸騰しはじめる時の温度」と説明される。一定の外圧のもとで液体を加熱していく時、沸点を超えても沸騰が始まらずにそのまま液体の温度が上昇し続けることがある。この現象を過熱 (superheating) という。過熱された液体を「過熱液体」という。過熱液体の見た目は沸点以下の通常の液体と同じで見分けがつかないが、過熱液体をさらに加熱し続けると液体が突然吹き上がる。この現象を突沸（とっぷつ、bumping）という。突沸の後は、沸点まで液体の温度が下がる。過熱液体の突沸は、加熱を止めた後でも起こりうる。たとえば、過熱液体に振動を与えたり、温度計を差し込んだり、沸騰石やその他の異物を投入したりすると突沸を起こしやすい。この場合でも、突沸直後の液体の温度は沸点まで下がる。突沸により液体の温度が下がるのは、気化熱のためである。
過熱が起こるのは、液体の表面張力のためである。一般に液体中の気泡内部の圧力は、気泡を包む液体の表面張力のため、外圧よりも高くなる。この圧力差は表面張力に比例し、気泡の半径に反比例する。それゆえ沸点では
(飽和蒸気圧) ＝ (外圧) ＜ (気泡内部の圧力)
となるので、もし気泡内部に蒸気しか含まれないとしたら、蒸気の圧力だけでは気泡を支えることができないため、小さな気泡はつぶれてしまう。液体中で蒸気の気泡を発生させるには、気泡内部に蒸気以外の気体が多少なりとも含まれているか、あるいは気泡を包む周りの液体が多少なりとも過熱されていなければならない。
過熱を防ぎ、沸点で液体を沸騰させるためには、あらかじめ液体に沸騰石を入れておいてから加熱するとよい。あるいは、撹拌子（かくはんし）などで液体を撹拌しながら加熱してもよい。沸騰石や撹拌子の役割は、気泡の核を作ることである。ひとたび気泡の核が生成すると、気泡内の蒸気の分圧が飽和蒸気圧になるまで液体が気泡内に気化し、目に見える大きさにまで気泡が成長する。液体が外部から得た熱のすべてが気泡の成長に必要な気化熱として使われるなら、液体の温度は上がることも下がることもない。すなわち、液体から気泡が絶え間なく湧き上がるように発生している間は、その液体の温度は沸点にほぼ等しい。

## 蒸気圧曲線と沸点

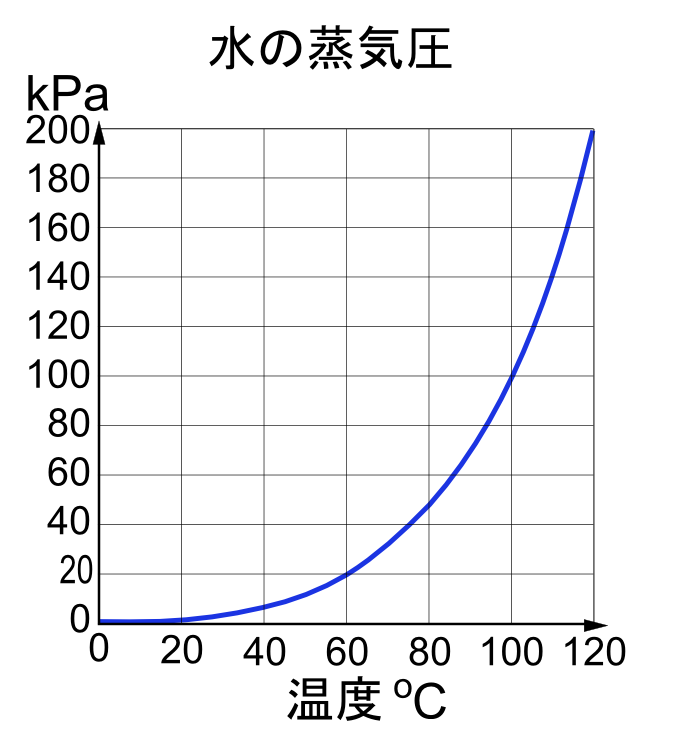
水の蒸気圧曲線。この図から、外圧が 70 kPa (700 hPa) のときの水の沸点が 90 ℃ であることが読み取れる。

温度一定の条件下で、液体とその蒸気が気液平衡にあるときの蒸気の分圧を、その温度における飽和蒸気圧という。飽和蒸気圧を温度の関数として表した曲線を蒸気圧曲線という。蒸気圧曲線のグラフから、ある外圧の下での沸点を読み取ることができる。例えば、外圧が 70 kPa (700 hPa) のときの水の沸点が知りたいなら、グラフの圧力 70 kPa に水平線を引き、この直線が水の蒸気圧曲線にぶつかるところで垂線を引くと温度が 90 ℃ と読み取れる。よって、外圧が 70 kPa のときの水の沸点は 90 ℃ である。
純物質の液体であれば温度が高くなると飽和蒸気圧も高くなるので、温度を横軸としたときの蒸気圧曲線は右上がりの曲線となる。そのため、外圧が高くなると沸点は上がり、低くなると沸点は下がる。例えば、調理用の圧力鍋を使うと外圧を 2 気圧程度にできる。このとき、鍋に入れた水の沸点は 120 ℃ 程度まで上昇する。また、高地などの気圧が低いところでは、水が 100 ℃ より低い温度で沸騰することが知られている。標高が 1000 m 高くなるにつれて気圧は約 100 hPa 下降するので、標高 3000 m の山の上での沸点は 90 ℃ となることが水の蒸気圧曲線から分かる。
温度が高くなるほど飽和蒸気圧が高くなるといっても、温度上昇とともに蒸気圧曲線が際限なく伸びていくわけではない。純物質の蒸気圧曲線には終わりの点がある。この点を臨界点という。つまり飽和蒸気圧には上限がある。この上限の圧力を臨界圧力といい、飽和蒸気圧が臨界圧力に達したときの温度を臨界温度という。臨界圧力より高い外圧に対しては、沸点は存在しない。よって臨界圧力より高い圧力の下では、液体は決して沸騰しない。臨界圧力より高い圧力の下で液体を加熱し続けると、相転移することなく、超臨界流体と呼ばれる状態になる。

## 溶液の沸点
液体に不揮発性の物質が溶けているとき、この溶液の飽和蒸気圧は、一般に元の純粋な液体の飽和蒸気圧よりも低くなる。この現象を蒸気圧降下という。これに伴って、圧力を縦軸としたときの溶液の蒸気圧曲線は、元の蒸気圧曲線から下にずれる。そのため、外圧が同じであれば、この溶液の沸点は一般に元の純粋な液体の沸点よりも高くなる。この現象を沸点上昇という。例えば食塩水やショ糖水溶液の沸点は、食塩やショ糖が不揮発性なので、純粋な水の沸点よりも高くなる。それに対して、液体に揮発性の物質や気体が溶けているときの溶液の沸点は、元の液体の沸点より低くなることもあれば高くなることもある。例えば、水にアンモニアを溶かしたアンモニア水の沸点は水よりも低く、水に塩化水素を溶かした希塩酸の沸点は水より高い。
純物質の沸騰と同じ理由により、一定の外圧の下で沸騰しているときの溶液の温度は、溶液の沸点とほぼ等しい。ただし純物質のときとは違って、大抵の場合は沸騰し続けるうちに溶液の温度が少しずつ上昇していく。これは、沸騰により液体の組成が変化していくからである。溶媒と溶質が同じでも濃度が違えば溶液の沸点は違うので、沸騰により溶液の濃度が変化すると沸点も変化し、その結果として溶液の温度も変化する。例えば、NaClの質量パーセント濃度が 14 wt% のNaCl水溶液を 1 気圧の外圧の下で加熱していくと、103 ℃ で沸騰が始まる。この温度が 14 wt% 食塩水の 1 気圧における沸点である。沸騰により溶液から水が水蒸気として逃げていくのに対して、食塩は不揮発性だから溶液中にとどまる。そのため、水の量が気化して減るにつれて塩分濃度が高くなる。沸点は濃い食塩水ほど高くなるから、したがって、沸騰し続けると食塩水の温度は 103 ℃ から少しずつ上昇する。食塩水の量が初めの量の半分くらいになると飽和食塩水になり、水に溶けきれなくなった食塩が固体として析出してくる。このときの温度は 109 ℃ で、これが飽和食塩水の 1 気圧における沸点である。固体が析出し始めた後は、気化する水の量と同じ割合で食塩が溶液から析出する。そのため塩分濃度はそれ以上変わらず、よって沸点も変わらないので、沸騰中の溶液の温度は一定に保たれるようになる。

1 気圧における水とアンモニアの混合物の沸点図。赤い実線は沸点を表し、黒い破線が露点を表す。

溶液の濃度が変化したときに、溶液の沸点がどのように変化するかを表した図を沸点図という。沸点図は相図の一種であり、通常は沸点を表す曲線とともに露点（混合気体が凝縮しはじめるときの温度）を表す曲線が描かれている。例として、水とアンモニアの混合物の沸点図を示す。この図で横軸はアンモニアの質量パーセント濃度であり、グラフの左端 (0 wt%) は純水な水、右端 (100 wt%) は純粋なアンモニアである。赤い実線は沸点を表し、黒い破線は露点を表す。あるいは赤い実線が沸騰のはじまる温度を表し、黒い破線が沸騰の終わる温度を表すと考えてもよい。このグラフから、例えば25 wt% のアンモニア水の 1 気圧における沸点が 37 ℃ であり、アンモニアガスと水蒸気の質量比が 25 : 75 の混合気体の露点が 91 ℃ であることが読み取れる。食塩水の場合とは異なり、アンモニア水は沸騰が始まってから終わるまで液温が一定になることなく常に上がり続ける。25 wt% のアンモニア水を 1 気圧の外圧の下で加熱すると 37 ℃ で沸騰が始まり、液体が少なくなるにつれて液温が上昇し、最後の一滴が気化する直前の液温は、理論上は 91 ℃ になる。また、沸点が 91 ℃ になる濃度を沸点図から読み取ると 2 ないし 3 wt% であり、この最後の一滴の質量パーセント濃度が 2-3 wt% であることも分かる。

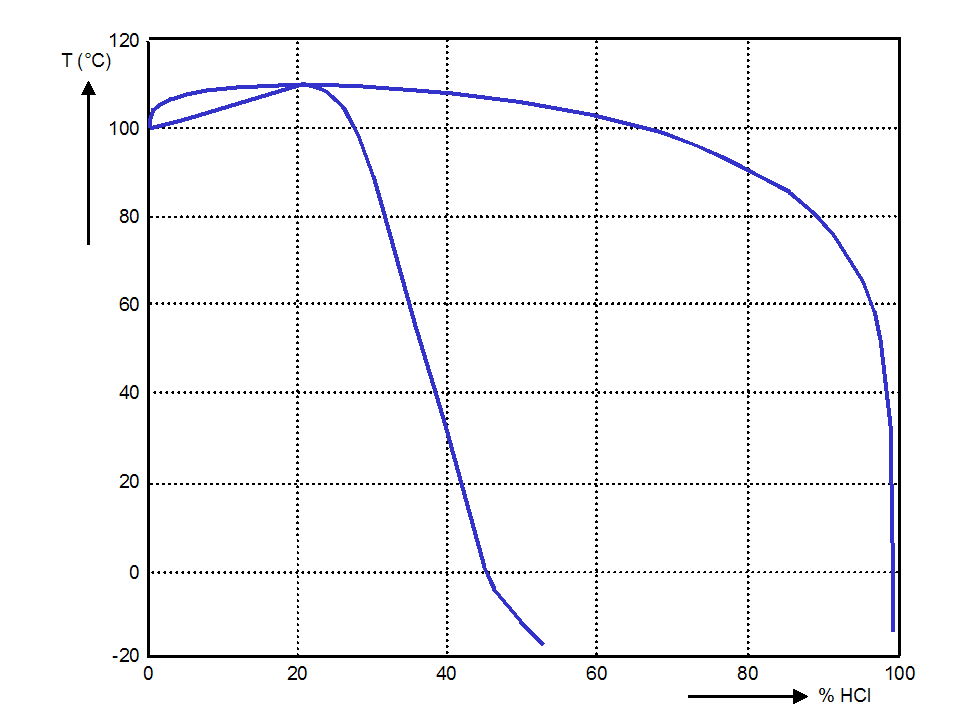
水と塩化水素の混合物の沸点図。20 wt% を少し超えた濃度で沸点と露点が一致している。

塩酸の沸点図は、アンモニア水の沸点図と比べると、少し複雑である。沸点を表す曲線が低濃度側で大きく持ち上がり、20 wt% で露点を表す曲線に接している。また、露点を表す曲線も少し持ち上がっていて、沸点と露点が一致する濃度において、沸点も露点も極大値となっている。溶液の沸点と露点が一致するということは、沸騰が始まってから終わるまで溶液の組成と温度がどちらも一定に保たれるということを意味する。一般に、沸騰する際の混合物の組成が液相と気相で同じになる現象を共沸という。共沸する溶液を共沸混合物という。水と塩化水素の混合物である塩酸では、1 気圧の下では塩化水素の濃度が 20.22 wt% のとき共沸混合物となり、108.6 ℃ で沸騰する。この温度は 1 気圧の水-塩化水素系の沸点の極大値であり、純水の沸点よりも高い。他の共沸化合物の例としては水とエタノールの混合物がよく知られている。1 気圧の水-エタノール系では、エタノールの質量パーセント濃度が 96.0 wt% のとき沸点が極小となって共沸する。このときの沸点は、純エタノールの沸点よりもわずかに低く、78.15 ℃ である。